# Apatura ruficincta
Apatura ruficincta är en fjärilsart som beskrevs av Percy I. Lathy 1913. Apatura ruficincta ingår i släktet Apatura och familjen praktfjärilar. Inga underarter finns listade i Catalogue of Life.